# Медуза (митология)
Вижте пояснителната страница за други значения на Медуза.
Медуза (на гръцки: Μέδουσα, по-точно Медуса – „страж, защитничка, повелителка“) е най-известната от сестрите горгони (чудовища с женско лице и змии вместо коси) - дъщери на морските божества Форкис и Кето (у Хигин името на бащата на Медуза е Горгон).

## Култ към Медуза
Медуза умира, обезглавена от героя Персей, но нейната глава запазва свойството си да вкаменява всеки, който я погледне в лицето; впоследствие тя става част от снаряжението на богинята Атина. Главата на Медуза е поставена на егидата на Атина („на гърдите на Атина“). В изкуството е прието тази глава да се изобразява като апотропея на доспехите на гърба на богинята или под ключиците на нейните гърди. Същевременно съществуват и версии на легендата за Медуза, според които тя е убита от Атина (според Евгемер). Освен това има легенда и че всъщност Медуза е едно от децата на Гея, убити в гигантомахията (конкретно тя - също от Атина).
От Посейдон, бог на моретата, Медуза е майка на митичния войн-великан Хризаор и на ослепително белия крилат кон Пегас (язден от Белерофонт), които излизат от тялото й непосредствено след смъртта й (възможно е да е имала и други деца от това божество, тъй като първият им сексуален контакт е от много по-рано). От капките кръв на загиналата горгона, поръсени в пясъците на Либия, според легендата за нея, се появяват отровни змии и унищожават всичко живо, което докопат (по Лукан, това са т.нар. Ливийски змии: аспид, амфисбена, амодит и василиск). Местна легенда гласи, че от кръвта, попаднала в Океана (във водите, владение на бог Океан) са се появили коралите.
Медуза е свързана и с предание, относно изобретяването на музикалния инструмент авлос - за да изрази своята скръб по горгоната и в подражание на плача на сестрите й, Атина създава този двоен кавал. Освен това богинята се погрижва и за оползотворяването на събраната от трупа на Медуза кръв, подарявайки я на Асклепий. Кръвта от лявата част на Медуза носи смърт, а тази от дясната ѝ страна богът-лечител използва за да лекува.
Вероятно центърът на посмъртното поклонение на горгоната е бил в Аргос. Според Павзаний нейната глава лежи в хълм около площада му. Според друга легенда, циклопите изработват от мрамор изображение на главата на Медуза и го поставят в храма на Кефис в Аргос.
В Древността в гръко-римския свят са широко разпространени амулети, изобразяващи Медуза (или главата й), наречени горгонейони.

## Преобразяването на Медуза
Медуза е най-младата дъщеря на Форкис и Кето. Тя е единствената смъртна сред горгоните, но не е родена във вид на чудовище, а като красиво момиче, което се сближава с Артемида (която силно се привързва към нея) и става нейна жрица. Но с времето девойката започва да губи благоразположението на Артемида - недоволна от Медуза, защото тя си позволява да оспорва първенството й, що се отнася до красотата.
Когато хубостта на Медуза разпалва похотта на бог Посейдон и той се впуска да я преследва, девойката се опитва да се приюти и да се спаси от неговите похождения в храма на своята богиня, но все пак Посейдон я съблазнява, превръщайки се в птица и въпреки съпротивата й я обладава. Понеже последното се случва в самия храм на богинята-девственица, другите богове се възмущават дълбоко от него, смятайки го за голямо светотатство, но убеждават Артемида, че виновницата за всичко е твърде дръзката Медуза.
За да накаже и смири любимката си, ревнивата богиня решава да й даде урок - превръща прелестните й коси, с които младата жена толкова се гордее, в отровни хидри. Впоследствие Артемида още повече охладнява към Медуза и я праща в изгнание, отдалечавайки я все повече от себе си. Също така, горгоната постепенно добива все по-ужасяващ вид, в косите израстват зловещи змии, а погледът й става страховит и парализиращ. Подобно на другите горгони, тя придобива славата на същество, срещата с което носи смърт. Накрая Медуза заживява на отдалечен остров, заедно със сестрите си Стено и Евриала. Там те живеят много изолирано, а малкото други живи същества, които се появяват в околността и са способни да ги погледнат, ако и щом го сторят, според легендата за тях, веднага се превръщат в каменни статуи.

## Медуза и подвизите на Персей
По времето, когато Медуза вече се е прочула с пагубната си външност, обиталището на горгоните е посетено от младеж на име Персей (син на Зевс и аргоската принцеса Даная), който отива там с мисията да убие Медуза, възложена му от Полидект, господар на остров Серифос (един от Цикладските острови) и брат на отгледалия го местен жител Диктис (той намира сандъка, носен от морските течения, в който са майката и детето).
Въпреки че Медуза (макар и по-скоро неволно и като част от последиците на проклятието над нея) се е подвизавала от някое време, като опасна унищожителка и това явно е напълно ясно на Полидект, на самия Персей въобще не е - срещу кого е изпратен. Все пак той разбира, че целта на царя е да се отърве някак от присъствието му (а може би и от съществуването му, защото Полидект е влюбен в Даная, която също така живее в дома на Диктис). За горгоните и техните умения му разказва Хермес, изпратен по този повод при него от гръмовержеца Зевс. Персей научава, че само Медуза е смъртна измежду горгоните, но тя е и най-могъщата от тях.
Освен това Персей не знае и къде да намери горгоните и по-късно дълго ги търси (островът им, някъде в земите, наречени Крайният Запад и в близост до Градината на Хесперидите, където по това време пребивава Атлас, е толкова тайнствен и затънтен, че дори и вестителят на боговете не може да го упъти). Успява да ги намери, след като заставя да му покажат посоката към мястото където живеят, демоничните старици, известни като граи (също дъщери на Форкис и Кето), след като им отнема единствените им око и зъб, които те ползват на смени. След това е подпомогнат и от нереидите – морските нимфи, които решават да му спестят мъчителното плаване с лодка. Дават му шлем-невидимка, крилати сандали и чанта, приемаща формата на това, което се сложи в нея; така той скоро вече е при горгоните и - тъй като има и остър нож, подарен му от Хермес и лъскав щит, дар от Атина - най-сетне е готов да се разправи с Медуза (използвайки щита, като огледало, за да не я гледа направо в лицето) и да се възползва от това (като безопасно за себе си, а страшно за враговете си, съхранява главата на горгоната във вълшебната торба). Последната и временно отчаяла го трудност е, че горгоните (които точно тогава спят) са всички заедно и героят не успява да различи сред тях смъртната Медуза, но Хермес му я показва и той я ликвидира.

Впоследствие Персей известно време си служи с главата на горгоната Медуза, като с оръжие. Така той отървава от смърт принцеса Андромеда, избавя майка си Даная от задирянията на цар Полидект (и сам-себе си - от опитите му да го погуби) и си отмъщава на титана Атлас за неговото негостоприемно отношение (продиктувано от страх за златните ябълки).

## Изследвания
- Stephen R. Wilk. Medusa: Solving the Mystery of the Gorgon (Oxford, OUP, 2008).